# Långan
Långan er en elv i den nordvestlige del af Jämtland. Långan har forskellige kildefloder , blandt andre Långsån, Oldån og Fisklösån i Oldfjällen i Offerdals sogn.